# Luiz Carlos Dias
Luiz Carlos Dias (ur. 16 września 1964 w Caconde) – brazylijski duchowny katolicki, biskup São Carlos od 2021.

## Życiorys
Święcenia kapłańskie przyjął 5 kwietnia 1991 i został inkardynowany do diecezji São João da Boa Vista. W latach 1992–2002 kierował seminarium propedeutycznym, a w latach 2005–2010 częścią teologiczną seminarium w Mogi Guaçu. W 2010 rozpoczął pracę przy kilku komisjach brazylijskiej Konferencji Episkopatu jako sekretarz wykonawczy, zaś w 2015 został członkiem sekretariatu generalnego tejże konferencji.
16 marca 2016 papież Franciszek mianował go biskupem pomocniczym archidiecezji São Paulo oraz biskupem tytularnym Tunes. Sakry biskupiej udzielił mu 7 maja 2016 metropolita São Paulo – kardynał Odilo Scherer.
20 października 2021 został mianowany biskupem ordynariuszem diecezji São Carlos, zaś 18 grudnia 2021 kanonicznie objął ten urząd.